# 肉垂塚雉
肉垂塚雉（学名：Aepypodius arfakianus），是鸡形目塚雉科的一种鸟类。
肉垂塚雉体重约1463.8克，翼长约266.8毫米，嘴峰长约35.4毫米，喙宽度约12毫米，喙厚度约17.6毫米，跗蹠长约83.4毫米，尾长约127.2毫米。它以植物的果实和种子为食，可能也会吃昆虫，并吞食石子以帮助消化食物。
肉垂塚雉在其分布区内为留鸟。它在全年的大多数时间内均可繁殖，巢主要用植物的枝叶建成，约300-350厘米宽，150-200厘米高，巢可能被暗色冢雉巢寄生。

## 亚种
- ：分布于新几内亚和亚彭岛的高山。
- ：分布于米苏尔岛的山峰环境。[5]

## 保护
该物种属于无危级别，总种群数量可能在10,000到1,000,000之间，且较为稳定，未发现明显的威胁。但其亚种受到栖息地破坏的影响；目前种群数量可能在100-10,000只之间，仍需进行更广泛的调查和研究。